# 베락스 (영화)
베락스(라틴어: Verax)는 홍콩의 영화 제작자가 만든 미국 정부의 개인 정보 감시 활동을 폭로한 국가안보국의 직원 에드워드 스노든에 대한 단편 영화이다. Verax는 라틴어로 진실을 말하는 자라는 뜻이다. 5분 정도의 영화는 네 사람에 의해 감독되었으며, 유튜브에 2013년 6월에 게시되었다. 주역은 스노든을 닮은 홍콩에 거주중인 미국인 영어 교사 앤드루 크로미크(Andrew Cromeek)이다.